# Bellemeade (Kentucky)
Bellemeade est une ville américaine située dans le comté de Jefferson, dans le Kentucky. Selon le recensement de 2020, sa population est de 909 habitants.